# Richmond, British Columbia
Richmond (phát âm tiếng Anh: /ˈrɪtʃmənd/) là một thành phố duyên hải thuộc tỉnh British Columbia, Canada. Thành phố thuộc khu vực đô thị Vancouver, tính đến  năm 2013 là thành phố đông dân thứ tư trong tỉnh.
Richmond có dân số nhập cư ở mức 60%, đây là mức cao nhất tại Canada. Richmond có sân bay quốc tế Vancouver và từng là nơi diễn ra các sự kiện trượt băng tốc độ trong Thế vận hội Mùa đông 2010.
Richmond bao gồm đảo Lulu, đảo Sea tại khu vực cửa của sông Fraser, ngoài ra còn quản lý các đảo lân cận không người ở. Các cộng đồng lân cận là Vancouver và Burnaby ở phía bắc, New Westminster ở phía đông, và Delta ở phía nam. Eo biển Georgia tạo thành ranh giới phía tây của thành phố.

## Nhân khẩu
Dân số Richmond vào năm 2011 là 190.473, là thành phố lớn thứ tư tại British Columbia, sau Vancouver (603.502), Surrey (468.251) và Burnaby (223.218).
Richmond có dân số nhập cư ở mức 60%, mức cao nhất tại Canada. 50% cư dân tại Richmond nhận dạng là người Hoa, đây là thành phố có tỷ lệ người Hoa cao nhất tại Bắc Mỹ. Hơn một nửa dân số thành phố là người gốc châu Á, nhiều người trong số đó nhập cư vào đầu thập niên 1990, chủ yếu là Hồng Kông, Đài Loan, và Trung Quốc đại lục. Những cộng đồng người gốc Á khác tại Richmond là người gốc Ấn, Philippines và Nhật Bản.
Cộng đồng người Nhật Bản tại Richmond có một lịch sử lâu dài tại Steveston từ thập niên 1800. Sau khi Nhật Bản tấn công Trân Châu Cảng vào năm 1941, cộng đồng này bị tàn phá do các cư dân gốc Nhật bị chuyển đến các trại giam trong vùng Nội địa của tỉnh và Alberta, và tài sản của họ bị bán đấu giá.
Richmond là nơi có hai trong số những chùa lớn nhất tại bắc Mỹ, đó là Quan Âm tự và Linh Nham Sơn tự.
| Điều tra nhân khẩu Canada năm 2011 | Điều tra nhân khẩu Canada năm 2011 | Dân số  | % tổng dân số |
| ---------------------------------- | ---------------------------------- | ------- | ------------- |
| Nhóm dân tộc Source:               | Hoa                                | 89.045  | 47,0          |
| Nhóm dân tộc Source:               | Da trắng                           | 58.165  | 30,7          |
| Nhóm dân tộc Source:               | Nam Á                              | 14.515  | 7,7           |
| Nhóm dân tộc Source:               | Philippines                        | 12.670  | 6,7           |
| Nhóm dân tộc Source:               | Nhật Bản                           | 3.765   | 2,0           |
| Nhóm dân tộc Source:               | thiểu số rõ rệt hỗn chủng          | 4.305   | 2,3           |
| Nhóm dân tộc Source:               | Đông Nam Á                         | 2.150   | 1,1           |
| Nhóm dân tộc Source:               | Da đen                             | 1.245   | 0,7           |
| Nhóm dân tộc Source:               | Hàn Quốc                           | 1.370   | 0,7           |
| Nhóm dân tộc Source:               | Mỹ Latinh                          | 1.680   | 0,9           |
| Nhóm dân tộc Source:               | Tây Á                              | 1.255   | 0,7           |
| Nhóm dân tộc Source:               | Ả Rập                              | 950     | 0,6           |
| Nhóm dân tộc Source:               | các Dân tộc Trước tiên             | 2.590   | 1,1           |
| Nhóm dân tộc Source:               | Métis                              | 645     | 0,3           |
| Nhóm dân tộc Source:               | Các nhóm thiểu số rõ rệt khác      | 370     | 0,2           |
| Nhóm dân tộc Source:               | Inuit                              | 35      | 0             |
| Tổng dân số                        | Tổng dân số                        | 189.305 | 100           |

## Địa lý và khí hậu
Richmond bao gồm hàu hết các đảo thuộc đồng bằng châu thổ sông Fraser, đảo lớn nhất và đông dân nhất là đảo Lulu. Thành phố Richmond bao gồm hầu như toàn bộ đảo Lulu (khu phố Queensborough tại mũi cực đông thuộc thành phố New Westminster). Đảo lớn thứ nhì là đảo Sea, trên đảo có sân bay quốc tế Vancouver (YVR). Ngoài các đảo Lulu và Sea, thành phố còn quản lý 13 đảo nhỏ hơn. Tổng diện tích đất liền của thành phố là 129,66 kilômét vuông (50,06 dặm vuông Anh).
Do toàn bộ Richmond thuộc các đảo của một đồng bằng châu thổ sông, thành phố có đất trầm tích sông, rất phì nhiêu đối với nông nghiệp, và là một trong những khu vực đầu tiên tại British Columbia mà người châu Âu tiến hành trồng trọt. Thành phố có hạn chế về vị trí địa lý do toàn bộ đất liền trung bình chỉ cao dưới 1 mét so với mực nước biển, do vậy dễ bị ngập nước, đặc biệt là khi triều cao. Do vậy, tất cả các đảo lớn hiện có một hệ thống đê bao quanh nhằm bảo vệ đô thị khỏi ngập lụt. Richmond cũng có nguy cơ chịu một trận lụt lớn nếu nước sông Fraser dâng cao bất thường vào mùa xuân (do tuyết tan). Các tuyến đường tiêu khiển chạy dọc trên đỉnh của nhiều đoạn đê, và Richmond có khoảng 1.400 mẫu Anh (5,7 km2) không gian xanh.
Richmond có khí hậu ôn hòa. Do không nằm gần các dãy núi, thành phố nhận được lượng mưa thấp hơn 30% so với Vancouver. Thành phố hiếm khi có tuyết rơi trong mùa đông, nhiệt độ trong mùa hè dao động từ ôn hòa đến ấm. Richmond cũng rất hay xảy ra sương mù trong những tháng lạnh.
| Dữ liệu khí hậu của Richmond Nature Park (trung bình 1981−2010) | Dữ liệu khí hậu của Richmond Nature Park (trung bình 1981−2010) | Dữ liệu khí hậu của Richmond Nature Park (trung bình 1981−2010) | Dữ liệu khí hậu của Richmond Nature Park (trung bình 1981−2010) | Dữ liệu khí hậu của Richmond Nature Park (trung bình 1981−2010) | Dữ liệu khí hậu của Richmond Nature Park (trung bình 1981−2010) | Dữ liệu khí hậu của Richmond Nature Park (trung bình 1981−2010) | Dữ liệu khí hậu của Richmond Nature Park (trung bình 1981−2010) | Dữ liệu khí hậu của Richmond Nature Park (trung bình 1981−2010) | Dữ liệu khí hậu của Richmond Nature Park (trung bình 1981−2010) | Dữ liệu khí hậu của Richmond Nature Park (trung bình 1981−2010) | Dữ liệu khí hậu của Richmond Nature Park (trung bình 1981−2010) | Dữ liệu khí hậu của Richmond Nature Park (trung bình 1981−2010) | Dữ liệu khí hậu của Richmond Nature Park (trung bình 1981−2010) |
| Tháng                                                           | 1                                                               | 2                                                               | 3                                                               | 4                                                               | 5                                                               | 6                                                               | 7                                                               | 8                                                               | 9                                                               | 10                                                              | 11                                                              | 12                                                              | Năm                                                             |
| --------------------------------------------------------------- | --------------------------------------------------------------- | --------------------------------------------------------------- | --------------------------------------------------------------- | --------------------------------------------------------------- | --------------------------------------------------------------- | --------------------------------------------------------------- | --------------------------------------------------------------- | --------------------------------------------------------------- | --------------------------------------------------------------- | --------------------------------------------------------------- | --------------------------------------------------------------- | --------------------------------------------------------------- | --------------------------------------------------------------- |
| Cao kỉ lục °C (°F)                                              | 16.5 (61.7)                                                     | 19.5 (67.1)                                                     | 24.0 (75.2)                                                     | 28.5 (83.3)                                                     | 34.5 (94.1)                                                     | 32.0 (89.6)                                                     | 34.0 (93.2)                                                     | 33.0 (91.4)                                                     | 31.5 (88.7)                                                     | 26.0 (78.8)                                                     | 18.5 (65.3)                                                     | 14.0 (57.2)                                                     | 34.5 (94.1)                                                     |
| Trung bình ngày tối đa °C (°F)                                  | 7.0 (44.6)                                                      | 8.9 (48.0)                                                      | 11.9 (53.4)                                                     | 15.1 (59.2)                                                     | 18.6 (65.5)                                                     | 21.3 (70.3)                                                     | 23.9 (75.0)                                                     | 24.0 (75.2)                                                     | 20.3 (68.5)                                                     | 14.3 (57.7)                                                     | 9.1 (48.4)                                                      | 6.3 (43.3)                                                      | 15.1 (59.2)                                                     |
| Trung bình ngày °C (°F)                                         | 4.0 (39.2)                                                      | 4.9 (40.8)                                                      | 7.3 (45.1)                                                      | 10.0 (50.0)                                                     | 13.3 (55.9)                                                     | 16.1 (61.0)                                                     | 18.3 (64.9)                                                     | 18.2 (64.8)                                                     | 15.0 (59.0)                                                     | 10.3 (50.5)                                                     | 6.0 (42.8)                                                      | 3.4 (38.1)                                                      | 10.6 (51.1)                                                     |
| Tối thiểu trung bình ngày °C (°F)                               | 0.9 (33.6)                                                      | 0.8 (33.4)                                                      | 2.7 (36.9)                                                      | 4.8 (40.6)                                                      | 8.0 (46.4)                                                      | 10.8 (51.4)                                                     | 12.6 (54.7)                                                     | 12.5 (54.5)                                                     | 9.6 (49.3)                                                      | 6.2 (43.2)                                                      | 2.8 (37.0)                                                      | 0.4 (32.7)                                                      | 6.0 (42.8)                                                      |
| Thấp kỉ lục °C (°F)                                             | −15 (5)                                                         | −14 (7)                                                         | −7 (19)                                                         | −2 (28)                                                         | 0.0 (32.0)                                                      | 0.0 (32.0)                                                      | 4.0 (39.2)                                                      | 4.0 (39.2)                                                      | 1.0 (33.8)                                                      | −6 (21)                                                         | −15.5 (4.1)                                                     | −16.5 (2.3)                                                     | −16.5 (2.3)                                                     |
| Lượng Giáng thủy trung bình mm (inches)                         | 178.6 (7.03)                                                    | 114.9 (4.52)                                                    | 112.2 (4.42)                                                    | 95.4 (3.76)                                                     | 71.9 (2.83)                                                     | 62.2 (2.45)                                                     | 37.2 (1.46)                                                     | 40.1 (1.58)                                                     | 56.8 (2.24)                                                     | 127.2 (5.01)                                                    | 199.3 (7.85)                                                    | 166.7 (6.56)                                                    | 1.262,4 (49.70)                                                 |
| Lượng mưa trung bình mm (inches)                                | 167.3 (6.59)                                                    | 107.9 (4.25)                                                    | 109.8 (4.32)                                                    | 95.3 (3.75)                                                     | 71.9 (2.83)                                                     | 62.2 (2.45)                                                     | 37.2 (1.46)                                                     | 40.1 (1.58)                                                     | 56.8 (2.24)                                                     | 126.8 (4.99)                                                    | 196.8 (7.75)                                                    | 155.7 (6.13)                                                    | 1.227,8 (48.34)                                                 |
| Lượng tuyết rơi trung bình cm (inches)                          | 11.3 (4.4)                                                      | 7.0 (2.8)                                                       | 2.3 (0.9)                                                       | 0.2 (0.1)                                                       | 0.0 (0.0)                                                       | 0.0 (0.0)                                                       | 0.0 (0.0)                                                       | 0.0 (0.0)                                                       | 0.0 (0.0)                                                       | 0.3 (0.1)                                                       | 2.5 (1.0)                                                       | 11.0 (4.3)                                                      | 34.6 (13.6)                                                     |
| Số ngày giáng thủy trung bình (≥ 0.2 mm)                        | 20.9                                                            | 16.1                                                            | 19.4                                                            | 16.6                                                            | 14.7                                                            | 12.6                                                            | 7.9                                                             | 7.2                                                             | 9.1                                                             | 17.2                                                            | 21.9                                                            | 20.3                                                            | 183.8                                                           |
| Số ngày mưa trung bình (≥ 0.2 mm)                               | 19.9                                                            | 15.4                                                            | 19.3                                                            | 16.6                                                            | 14.7                                                            | 12.6                                                            | 7.9                                                             | 7.2                                                             | 9.1                                                             | 17.1                                                            | 21.5                                                            | 19.1                                                            | 180.4                                                           |
| Số ngày tuyết rơi trung bình (≥ 0.2 cm)                         | 2.0                                                             | 1.3                                                             | 0.77                                                            | 0.04                                                            | 0.0                                                             | 0.0                                                             | 0.0                                                             | 0.0                                                             | 0.0                                                             | 0.08                                                            | 0.64                                                            | 2.2                                                             | 7.1                                                             |
| Nguồn: Environment Canada                                       |                                                                 |                                                                 |                                                                 |                                                                 |                                                                 |                                                                 |                                                                 |                                                                 |                                                                 |                                                                 |                                                                 |                                                                 |                                                                 |